# Џалал Гарјагди
Џалал Гарјагди (на азербејџанском: Cəlal Qaryağdı) је био вајар из Азербејџана.

## Биографија
Џалал Гарјагди је рођен 2. јуна 1914. у Шуши. Био је нећак Џабара Гарјагдиоглуа, познатог извођача мугама. Године 1928. уписао је Државну уметничку школу Азербејџана. 1932-1935 студирао је на Државној академији уметности у Тбилисију. Дуги низ година предавао је на Државној уметничкој школи Азербејџана. Аутор је скулптура на којима су Булбул, Рашид Бехбудов, Џахангир Џахангиров, Кхуршидбану Натаван, Мирза Алакбар Сабир и Нијази. Џалал Гарјагди је 1954. добио звање „Заслужног уметника Азербејџанске ССР“, „Народног уметника Азербејџанске ССР“ 1960. Џалал Гарјагди је умро 1. децембра 2001. у Бакуу и сахрањен је у Алеји части.
За свој рад је добио титулу Народног уметника Азербејџанске ССР.